# Joseph Faure (homme politique, 1764-1836)
Pour les articles homonymes, voir Joseph Faure et Faure.
Joseph Faure, ou Joseph Faure de Bressieux, né le 11 juillet 1764 à Saint-Pierre-de-Bressieux (Isère) et mort le 24 décembre 1836 à Grenoble (Isère), est un juriste et homme politique français.

## Biographie
Appartenant à une vieille famille dauphinoise, il est le fils d'un notaire inscrit sur la liste des suspects sous la Terreur, il devient lui-même avocat, puis notaire à Saint-Pierre-de-Bressieux, où il était propriétaire.
Son frère, Haycinthe Faure, royaliste, est guillotiné lors du soulèvement de Lyon contre la convention nationale
Sous la Restauration, le 22 août 1815, il est élu député de l'Isère, par le collège de département. Il siège dans la majorité de la Chambre introuvable et vote avec les ultraroyalistes. Il a soutenu également le mouvement carliste en Espagne.
En 1816, il est nommé conseiller à la Cour d'appel de Grenoble.
Marié à Émilie Rolland de Ravel, il est le beau-père de Étienne-Augustin Charmeil, président de la Cour d'appel de Grenoble. Quant à ses fils, magistrats et légitimistes, ils démissionnèrent en 1830 pour ne pas prêter serment à Louis-Philippe.

## Détail des fonctions et des mandats
Mandat parlementaire
- 22 août 1815 - 5 septembre 1816 : Député de l'Isère